# Heterophyes
Genre
Heterophyes est un genre de trématodes de la famille des Heterophyidae.

## Liste des espèces
Ce genre comprend les espèces suivantes[réf. nécessaire] :
- Heterophyes aequalis Looss, 1902
- Heterophyes bitorquatus Pearson & Pearson, 1981
- Heterophyes bucalis Marco del Pont, 1926
- Heterophyes chini Pearson & Pearson, 1981
- Heterophyes dispar Looss, 1902
- Heterophyes elliptica Yokogawa, 1913
- Heterophyes fraternus (Looss, 1894)
- Heterophyes heroni El-Ezz, Tantawy, Mahdy & El-Massry, 2001
- Heterophyes heterophyes (Siebold, 1853)
- Heterophyes inops Looss, 1902
- Heterophyes katsuradai Ozaki & Asada, 1925
- Heterophyes larii Zhao Yuru, 1991
- Heterophyes limatus (Looss, 1902)
- Heterophyes nocens Onji & Nishio, 1916
- Heterophyes pallida Looss, 1902
- Heterophyes persica (Braun, 1901)
- Heterophyes pleomorphis Bwangamoi & Ojok, 1977
- Heterophyes reticulatum (Loos, 1885)
- Heterophyes superspinata Leonov & Belogurov, 1965
- Heterophyes superspinatus Leonov & Belogurov, 1965